# Brandon Marshall (giocatore di football americano 1989)
Brandon Markeith Marshall (Las Vegas, 10 settembre 1989) è un giocatore di football americano statunitense che gioca nel ruolo di linebacker per i Denver Broncos della National Football League. Fu scelto dai Jaguars nel corso del quinto giro (142º assoluto) del Draft NFL 2012. Al college ha giocato a football all'Università del Nevada.

## Carriera professionistica

### Jacksonville Jaguars
Marshall fu scelto nel corso del quinto giro (142º assoluto) del Draft 2012 dai Jacksonville Jaguars. Debuttò come professionista nella settimana 1 contro i Minnesota Vikings mettendo a segno un tackle. Nella sua stagione da rookie disputò 5 partite, nessuna delle quali come titolare, totalizzando 2 tackle.
Il 30 agosto 2013, Marshall fu svincolato dai Jaguars.

### Denver Broncos
Il 2 settembre 2013, Marshall firmò per far parte della squadra di allenamento dei Denver Broncos. Il 24 dicembre, fu promosso nel roster attivo in seguito all'infortunio di Von Miller. L'anno successivo divenne stabilmente titolare della difesa di Denver. Nella settimana 2 contro i Chiefs mise a segno il primo sack in carriera, oltre a 8 tackle, un fumble forzato e un passaggio deviato. Nell'undicesimo turno contro i Rams fece registrare un nuovo primato personale di 15 tackle. Nel quattordicesimo invece mise a segno il primo intercetto in carriera ai danni di Kyle Orton dei Buffalo Bills.
Nel 2015, Marshall conquistò il suo primo titolo partendo come titolare nel Super Bowl 50 vinto per 24-10 sui Carolina Panthers in cui mise a segno cinque placcaggi.

## Palmarès

### Franchigia
- Super Bowl : 1

Denver Broncos: Super Bowl 50
- American Football Conference Championship: 2

Denver Broncos: 2013, 2015

## Statistiche
| Partite totali      | 18  |
| Partite da titolare | 11  |
| Tackle              | 104 |
| Sack                | 2,0 |
| Intercetti          | 0   |
| Fumble forzati      | 2   |

Statistiche aggiornate alla settimana 13 della stagione 2014